# Máriakéménd, Baranya
Máriakéménd este un sat în districtul Bóly, județul Baranya, Ungaria, având o populație de 478 de locuitori (2011). 

## Demografie
Componența etnică a satului Máriakéménd
     Maghiari (80,1%)
     Germani (13,44%)
     Romi (5,93%)
     Croați (0,52%)
Componența confesională a satului Máriakéménd
     Romano-catolici (61,3%)
     Fără religie (17,99%)
     Reformați (5,44%)
     Luterani (3,35%)
     Necunoscută (11,92%)
Conform recensământului din 2011, satul Máriakéménd avea 478 de locuitori. Din punct de vedere etnic, majoritatea locuitorilor (80,1%) erau maghiari, existând și minorități de germani (13,44%) și romi (5,93%).  Din punct de vedere confesional, majoritatea locuitorilor (61,3%) erau romano-catolici, existând și minorități de persoane fără religie (17,99%), reformați (5,44%) și luterani (3,35%). Pentru 11,92% din locuitori nu este cunoscută apartenența confesională.